# Фридман, Джером Айзек
Джером Айзек Фри́дман (англ. Jerome Isaac Friedman; род. 28 марта 1930, Чикаго) — американский физик еврейского происхождения, лауреат Нобелевской премии по физике в 1990 г. за основополагающие исследования, подтверждающие существование кварков («за пионерские исследования глубоконеупругого рассеяния электронов на протонах и связанных нейтронах, существенно важных для разработки кварковой модели в физике частиц»). 
Профессор Массачусетского технологического института, член Национальной академии наук США (1992) и Американского философского общества.

## Биография
Родители Фридмана эмигрировали в США из России. Он окончил Чикагский университет, там же защитил диссертацию и получил степень доктора философии по физике (1956). Преподавал в альма-матер (1956—1957) и Стенфордском университете (1957—1960), а с 1960 года преподает в Массачусетском технологическом институте. Там он достиг звания Институтского профессора, возглавлял кафедру физики в 1983 году и заведовал университетской лабораторией ядерных исследований.
На протяжении своей карьеры Фридман занимался исследованиями в области элементарных частиц. Физики к тому времени уже знали о существовании протонов и нейтронов. С 1950 года предпринимаются попытки найти более мелкие частицы. В 1964 году ученые М. Гелл-Манн и Джордж Цвейг сделали предположение о существовании кварков, но доказать их существование не могли. Используя новейший мощный линейный ускоритель в Стэнфорде, Фридман и его коллеги — Ричард Э. Тейлор и Генри У. Кендалл в 1967—1973 годах провели ряд экспериментов по рассеянию электронов на протонах. При увеличении энергии электронов, учёные увидели, что большинство из этих электронов отскакивают от протонов под разными углами самым удивительным образом, что подтверждало наличие в них каких-то более мелких частиц, условно названных кварками. В результате тщательной обработки результатов эксперимента и классификации найденных частиц, ученые представили набор кварков, названных: верхний (up), нижний (down), очарованный (charm), странный (strange), истинный (truth), красивый (beauty).
За основополагающие исследования, подтверждающие существование кварков, Джером Фридман, совместно с Тейлором и Кендаллом удостоен Нобелевской премии по физике (1990).
Член НАН США и Американского философского общества (2002), а также Американской академии наук и искусств.
Подписал «Предупреждение учёных человечеству» (1992), а в 2016 году — письмо с призывом к Greenpeace, Организации Объединенных Наций и правительствам всего мира прекратить борьбу с генетически модифицированными организмами (ГМО).